# پارزیفال باسی
پارزیفال باسی (ایتالیایی: Parsifal Bassi؛ ۱۵ دسامبر ۱۸۹۲ – ۱۰ ژانویه ۱۹۶۰) نویسنده، بازیگر، کارگردان فیلم اهل ایتالیا بود.
از فیلم‌های وی می‌توان به روسینی اشاره کرد.